# Hacienda Margarita
Hacienda Margarita es una localidad de México ubicada en el municipio de Mineral de la Reforma, en el estado de Hidalgo. Se encuentra conurbada a Pachuca de Soto y pertenece a su zona metropolitana.

## Historia
Se reconociendoce oficialmente como localidad el 15 de agosto de 2012.

## Geografía
Se encuentra en la región geográfica de la Cuenca de México (Valle de Tizayuca). Le corresponden las coordenadas geográficas 19° 59’ 49.799” de latitud norte y 98° 43’ 25.279” de longitud oeste, con una altitud de 2337 m s. n. m. Cuenta con un clima semiseco templado.
En cuanto a fisiografía se encuentra dentro de la provincia del Eje Neovolcánico, dentro de la subprovincia de Lagos y Volcanes de Anáhuac; su terreno es de llanura y lomerío. En lo que respecta a la hidrografía se encuentra posicionado en la región del Pánuco, dentro de la cuenca del río Moctezuma, en la subcuenca de río Tezontepec.

## Demografía
En 2020 registró una población de 5155 personas, lo que corresponde al 2.54 % de la población municipal. De los cuales 2455 son hombres y 2700 son mujeres. Tiene 1442 viviendas particulares habitadas.